# Couziers
Couziers is een gemeente in het Franse departement Indre-et-Loire (regio Centre-Val de Loire) en telt 108 inwoners (2009). De plaats maakt deel uit van het arrondissement Chinon.

## Geografie
De oppervlakte van Couziers bedraagt 11,4 km², de bevolkingsdichtheid is dus 9,5 inwoners per km².

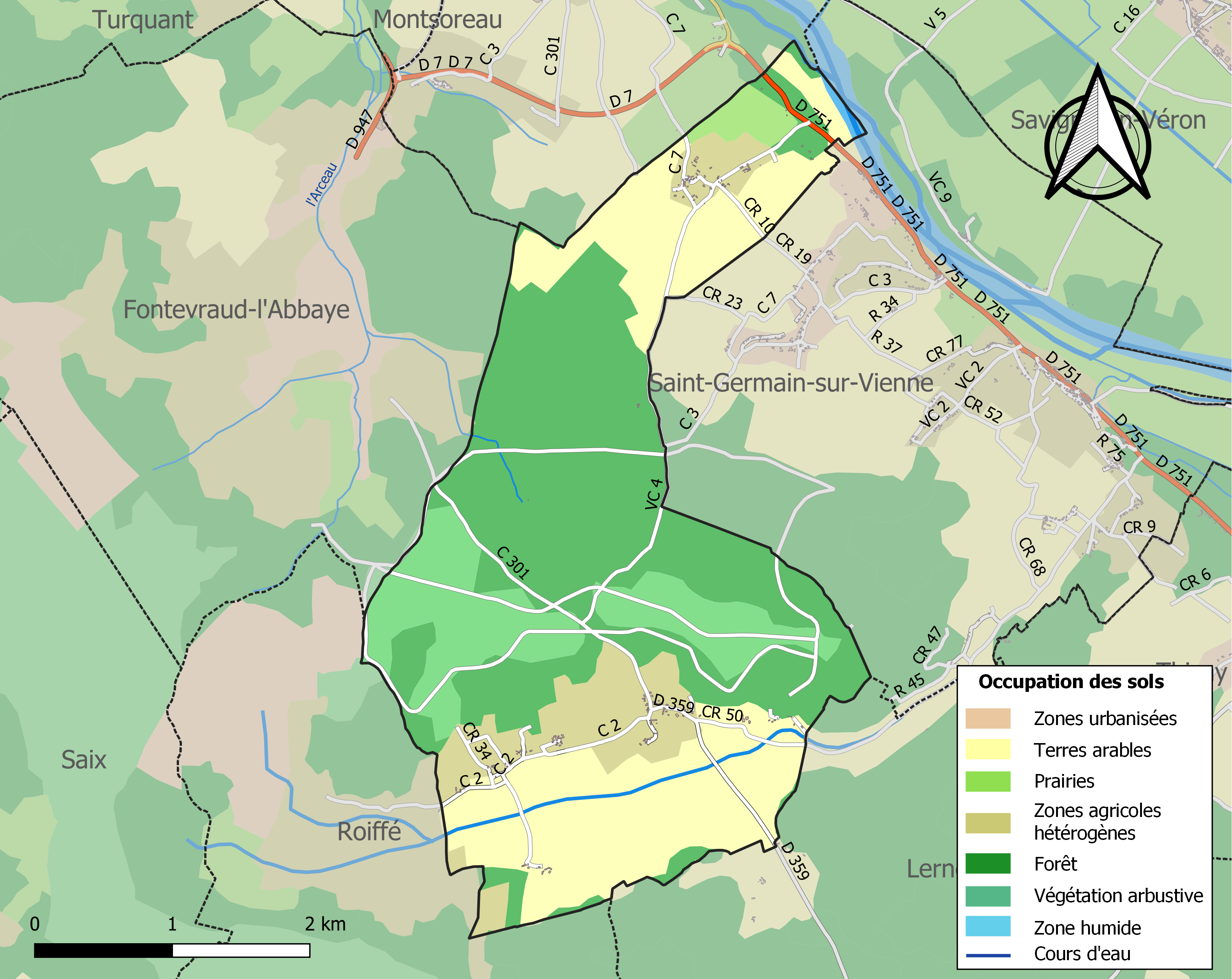
Kaart van de gemeente met de belangrijkste infrastructuur, bodemgebruik en omliggende gemeenten

## Demografie
Onderstaande figuur toont het verloop van het inwonertal (bron: INSEE-tellingen).